# Listă de preoți ortodocși români
Aceasta este o listă de preoți ortodocși români:
- Gheorghe Babeș [1]
- Străuț Sergiu-Bogdan
- Gheorghe Barbu (preot) [2]
- Alexie Bârcă, refugiat din Basarabia [3][4]
- Augustin Bena (1880-1962), preot la Năsăud, compozitor
- Iosif Blaga (1864–1937), psiholog, director de liceu, protopop al Brașovului
- Calistrat Bobu (1900-1975), ieromonah
- Marcel Boloș (n. 1968), ministru de finanțe din partea PNL
- Constantin Burducea, paroh în București, ministru în Guvernul Petru Groza (8 martie 1945-30 noiembrie 1946)
- Gheorghe Calciu-Dumitreasa (1925-2006), deținut politic, emigrat în SUA
- Dumitru Călugăr - a publicat volume atât în domeniul pedagogiei, cât și cel al cateheticii [5]
- Calinic Cărăvan [6]
- Gheorghe Cotenescu [7]
- Dumitru Cristescu [8]
- Dimitrie Cunțan, una din personalitățile care au marcat viața culturală și bisericească a Transilvaniei în veacul al XIX-lea [9]
- Damaschin Daicoviciu (1903-?), protopop al Lugojului
- Ilarion Felea (1903–1961), deținut politic
- Gala Galaction (1879–1961), scriitor, traducător, membru al Academiei Române
- Constantin Galeriu (1918-2003), paroh la Ploiești, duhovnic la București
- Cicerone Iordăchescu [10]
- Constantin Mardare (preot) [11]
- Sergiu Medean (1862–1938), protopop în Sebeșul Săsesc
- Constantin Necula (n. 1970), vedetă de televiziune
- Constantin Negoiescu [12]
- Augustin Pop (preot) [13]
- Timotei Popovici (1870–1950), protopop, compozitor
- Alexandru Popescu (preot) [14]
- Alexandru Stănciulescu-Bârda [15]
- Neculai-Simeon Tatu (1931-1999), stareț al Mănăstirii Plumbuita, senator FSN
- Radu Tempea (1768-1824), protopop în Șcheii Brașovului, filolog, pedagog
- Dimitrie Țichindeal (1775–1818), paroh la Becicherecu Mic, traducător, autor de manuale școlare
- Constantin Sârbu (1905–1975), deținut politic
- Iuliu Scriban (1878-1949), rector al Seminarului Central din București
- Dinu Pompiliu [16]
- Dumitru Gh. Popescu [17]
- Emil Cărămizaru [18]
- Emil Roman [19]
- Eugen Tănăsescu [20][21][22]
- Florea Mureșanu [23]
- Gabriel Herea [24]
- Gabriel Nicu [25]
- Gavril Miholca [26]
- Gheorghe Șoima, compozitor de muzică laică și religioasă [27]
- Ghervasie Hulubariu [28]
- Gherontie Ghenoiu [29]
- Grigore Diaconu [30]
- Haralambie Vasilache [31][32][33]
- Ioan Coșa [34]
- Ioan Morar [35]
- Ion Bria [36]
- Ion Cârciuleanu, fost slujitor al bisericii Mănăstirii Galata, unul dintre marii duhovnici și cărturari ai Iașilor [37][38]
- Ionel Popescu (preot) [39][40][41]
- Iorgu Codreanu [42]
- Ilie Popa [43]
- Iosif Rațec [44]
- Lazăr Gherman [45][46]
- Lazăr Iacob [47]
- Ludovic Cosma [48]
- Marin Enculescu [49]
- Mihail Bulacu [50]
- Mihalache Tudorică [51]
- Milan Filipovici [52]
- Nicanor Lemne [53][54]
- Nicolae Bordașiu [55][56]
- Nicolae Diaconescu [57]
- Nicolae Georgescu-Edineț [58]
- Nicolae Iliescu (preot) [59]
- Petre I. David [60][61]
- Petre Vintilescu [62]
- Serafim cel blând de la Mânăstirea Brâncoveanu - Sâmbăta de Sus [63]
- Ștefan Cârlan [64]
- Ștefan Monoranu [65]
- Ștefan Sandu [66]
- Ștefan Slevoacă [67]
- Varlaam Chiriță [68]
- Vasile Gh. Popa - preot, profesor și folclorist [69]
- Vasile Ouatu [70]
- Vasian Iosub [71]
- Visarion Iugulescu [72]
- Teodor Cios [73][74]
- Teodul Varzare [75]
- Protoprezbiterul Dimitrie Chirescu (1842-1890) [76]

### Preoți autori de cărți
- Gheorghe I. Vasilache [77]
- Miron Mihăilescu [78]